# Сазикіно
Сазикіно (рос. Сазыкино) — присілок у Єлецькому районі Липецької області Російської Федерації.
Населення становить 30  осіб. Належить до муніципального утворення Пищулинська сільрада.

## Історія
З 13 червня 1934 до 26 вересня 1937 року у складі Воронезької області, у 1937-1954 роках — Орловської області. Відтак входить до складу Липецької області.
Згідно із законом від 2 липня 2004 року №114-оз органом місцевого самоврядування є Пищулинська сільрада.

## Населення
| 1866 | 1880 | 1926 | 1932 | 2010 |
| ---- | ---- | ---- | ---- | ---- |
| 323  | ↗359 | ↗528 | ↗614 | ↘30  |